# Dibeng
Dibeng is een dorp in het district John Taolo Gaetsewe in de Zuid-Afrikaanse provincie Noord-Kaap. Het ligt 26 km noordoostelijk van Kathu aan de oevers van de Ga-Mogararivier.

## Geschiedenis
Het dorp is in 1907 ontstaan toen trekboeren van die Zuidelijke Vrijstaat zich er gevestigd hebben. Een Nederduits-Gereformeerde kerkgemeente is gesticht in 1909 en het eerste kerkgebouw is in 1917 opgericht. Haar eerste gemeenteraad heeft het dorp in 1951 gekregen. De naam betekent 'die plek van die put' en is afgeleid van het Tswana woord Deben.

## District
De plaatselijke economie is grotendeels gebaseerd op veehouderij. Elke inwoner moet in zijn eigen water voorzien en daarom zijn erg veel windmolens in het dorp.